# Eggert Ólafsson

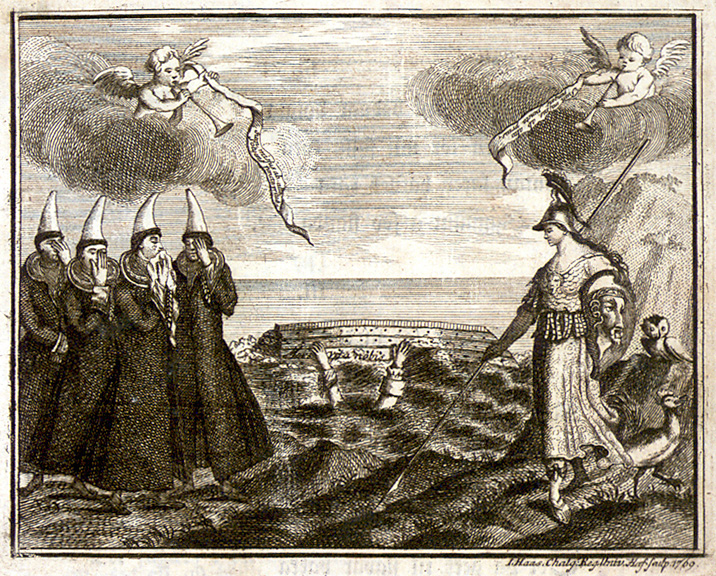
Eggert Ólafssons död.

Eggert Ólafsson, född den 1 december 1726, död den 30 maj 1768, var en isländsk författare. Han var bror till Jón Ólafsson.

## Biografi
Eggert studerade Islands geologi och flora i Köpenhamn  och utsågs 1751 att tillsammans med den isländske läkaren Bjarni Pálsson leda en naturvetenskaplig-ekonomisk expedition till Island. 1752–1757 reste de runt på ön, varunder noggranna dagböcker fördes. På grundval av dessa anteckningar, och efter en ny resa 1760–1764, författade Eggert Ólafsson Vicelavemand Eggert Ólafsson's og Landphysici Bjarni Pálsson's Reise igjennom Island, foranstaltet af Videnskabernes Selskab i København og beskreven af forbemeldte Eggert Ólafsson tryckt år 1772, vilket var den första boken i sitt slag. 1767 blev han vice lagman över Syd- och Östlandet.
Han författade även böcker på latin och danska där han skrev om Islands näringsliv, det isländska språket och naturen. För övrigt består hans författarskap mestadels av dikter där den mest kända är Búnaðarbálkur ("Lantbruksbalk") från år 1783. Boken är en rousseauansk och fysiokratisk hyllning till den isländske idealbonden.
Efter sin tragiska död – Eggert Ólafsson drunknade med sin unga hustru i Breiðafjörður – blev han under 1800-talet en föregångsman för den nationella rörelsen på Island.
Eggert Ólafssons dikter trycktes 1832.